# Michael Elicker
Michael Elicker (* 1969) ist außerplanmäßiger Professor für Staats- und Verwaltungsrecht, Steuer- und Finanzrecht sowie Verfassungsgeschichte an der Universität des Saarlandes.

## Werdegang
Elicker studierte Rechtswissenschaften an der Universität des Saarlandes und absolvierte die Referendarausbildung und das 2. Staatsexamen am Pfälzischen Oberlandesgericht Zweibrücken. Er ist seit 1998 als Anwalt zugelassen. Seine Promotion bei Rudolf Wendt schloss er 1999 ab und habilitierte sich hier 2004 für die Fächer Staats- und Verwaltungsrecht,  Steuer- und Finanzrecht sowie Verfassungsgeschichte.

## Tätigkeit in und für die Alternative für Deutschland
Elicker ist Mitglied der Alternative für Deutschland, tritt als Redner bei der AfD-nahen Desiderius-Erasmus-Stiftung auf und ist häufiger mit gutachterlicher Tätigkeit für AfD-Gliederungen tätig. Er wurde am 3. Dezember 2023 als Vorsitzender Richter in das Landesschiedsgericht der saarländischen AfD gewählt; als Schiedsrichter wurden ferner Heiko Spieß und Dieter Kollmann gewählt. Die Kammer wurde später vom Bundesschiedsgericht der AfD für nichtig erklärt.
Elicker ist als Rechtsvertreter der AfD aktiv und vertritt die Partei 2024 etwa bei Fragen zum Vorsitz in Ausschüssen im Deutschen Bundestag.
Er legte ein 62-seitiges Gutachten für die AfD und Björn Höcke vor, das Argumentationshilfe gegen die Beobachtung der AfD durch den Verfassungsschutz und gegen Prozesse gegen Höcke liefern sollte: Laut Gutachten dürfte die Partei in Thüringen vom Verfassungsschutz nicht beobachtet werden und Höcke nicht angeklagt werden, wozu der Indemnitätsschutz von Abgeordneten ins Feld geführt wurde.
Der Strafrechtler und Indemnitäts-Experte Frank Zimmermann von der Albert-Ludwigs-Universität Freiburg hält es für wahrscheinlich, dass die im Gutachten vertretene Argumentation vor Gericht keinen Bestand haben werde und verweist auf Entscheidungen des Bundesverfassungsgerichts. Der Journalist Hubertus Volmer kommt zum Ergebnis, dass das „Gutachten [...] auf wackligen Füßen [steht] und [...] wohl vor allem eine Show für Anhänger und Mitglieder“ ist und die Ergebnisse mit Blick auf die Parteimitgliedschaft des Autors Michael Elicker wenig überrasche.

## Mitarbeit in der Wahlrechtskommission des Deutschen Bundestages in der 19. und 20. Wahlperiode
In der 19. Wahlperiode (2017 bis 2021) und in der 20. Wahlperiode (2021 bis 2025) gehörte Elicker bis zum 7. Juli 2022 der als Sachverständiger der Wahlrechtskommission an.

## Schriften (Auswahl)
- Die Abgabe nach § 16 des neuen Postgesetzes als verfassungswidrige Sonderabgabe. Dissertation, Universität des Saarlandes, Saarbrücken 1999.
- Entwurf einer proportionalen Netto-Einkommensteuer. Textentwurf und Begründung. O. Schmidt, Köln 2004, ISBN 3-504-23038-X (zugleich: Habilitationsschrift).
- Die Zukunft des deutschen internationalen Steuerrechts. Systemkritik am Welteinkommensprinzip – Vorrang des Abkommensrecht (= IFSt-Schrift. Nr. 438). Institut Finanzen und Steuern, Bonn 2006, ISBN 3-89737-133-2.
- Hrsg. mit Heike Jochum, Steffen Lampert, Roberto Bartone: Freiheit, Gleichheit, Eigentum – öffentliche Finanzen und Abgaben. Festschrift für Rudolf Wendt zum 70. Geburtstag (= Schriften zum öffentlichen Recht. Band 1300). Duncker & Humblot, Berlin 2015, ISBN 978-3-428-14017-6.